# رافورد (کارولینای شمالی)
رافورد (به انگلیسی: Raeford) شهری در ایالت کارولینای شمالی کشور ایالات متحده آمریکا است که جمعیت آن در سرشماری سال ۲۰۱۰ میلادی، ۴٬۶۱۱ نفر بوده‌است.